# Натурал під прикриттям
«Натурал під прикриттям» (івр. שושנה חלוץ מרכזי) — ізраїльська спортивна комедія 2014 року режисера Шая Канота. Для Ґалі Ґадот це стала перша роль в ізраїльському фільмі. У фільмі також знімались Ошрі Коен, Маріано Ідельман і Елі Фініш. Прем'єра стрічки відбулась 17 липня 2014 року.

## Сюжет
У консервативному місті Єрусалимі ізраїльський футболіст Амі Шушан був примушений босом мафії позувати як гомосексуал через флірт спортсмена з подругою злочинця. Шушан забанений гравцями та шанувальниками команди, при цьому він стає героєм гей-спільноти.

## У ролях
| Актор            | Роль           |
| ---------------- | -------------- |
| Ошрі Коен        | Амі Шушан      |
| Ґаль Ґадот       | іріт Бен Харуш |
| Елі Фініш        | Куши Бокобза   |
| Маріано Ідельман | Деде Бен Шабат |
| Йоссі Маршек     | Самі Абу Салах |
| Янів Бітон       | Начі           |
| Ротем Кейнан     | Челік Еліраз   |
| Ейнат Вайцман    | Пас            |

## Створення фільму

### Виробництво
Ґаль Ґадот почала виконувати роль після того, як завершила зніматися у франшизі «Форсаж». Вона повернулася до Ізраїлю, щоб знятися вперше в ізраїльському фільмі. Основне фільмування відбулося в Єрусалимі.

### Знімальна група
- Кінорежисер — Шай Канот
- Сценарист — Одед Розен
- Кінопродюсер — Леон Едері, Моше Едері, Шай Інес
- Композитор — Деніел Саломон
- Кінооператор — Офер Інов
- Кіномонтаж — Ісаак Сехеєк
- Підбір акторів — Яель Авів[2]

## Сприйняття
Фільм мав дивовижний успіх серед глядачів: було продано 62 000 квитків протягом 10 днів після виходу, проте стрічка не отримала схвальних відгуків критиків. Хоча журнал «Tablet» зазначив, що стрічка не тільки смішна, а й змістовна.